# Nakawa fulvipicta
Nakawa fulvipicta är en fjärilsart som beskrevs av George Francis Hampson 1914. Nakawa fulvipicta ingår i släktet Nakawa och familjen Thyrididae. Inga underarter finns listade i Catalogue of Life.